# Пассау
Пассау (чеськ. Pasov, лат. Batavia) — місто в Нижній або Східній Баварії, відоме як місто на трьох великих річках: Дунай, Інн та Ільц. Ці три річки сходяться разом в одному місці, яке має назву (нім. Dreiflüsse-Eck).
Населення — близько 52 000 осіб, з яких понад 11 000 — студенти Університету Пассау.

## Історія
Упродовж тисячі років Пассау був столицею однойменного володарного єпископства у складі Священної Римської імперії.

## Міста-побратими
- Гакенсак, Нью-Джерсі, США, з 1952 року
- Дамфріс, Шотландія з 1957 року
- Кань-сюр-Мер, Франція з 1973 року
- Кремс, Австрія з 1974 року
- Акіта, Японія з 1984 року
- Малага, Іспанія з 1987 року
- Чеські Будейовиці, Чехія з 1993 року
- Лючжоу, Китай з 1999 року
- Веспрем, Угорщина з 1999 року
- Монтеккьо-Маджоре, Італія з 2003 року

## Пам'ятки

Вид на Пассау

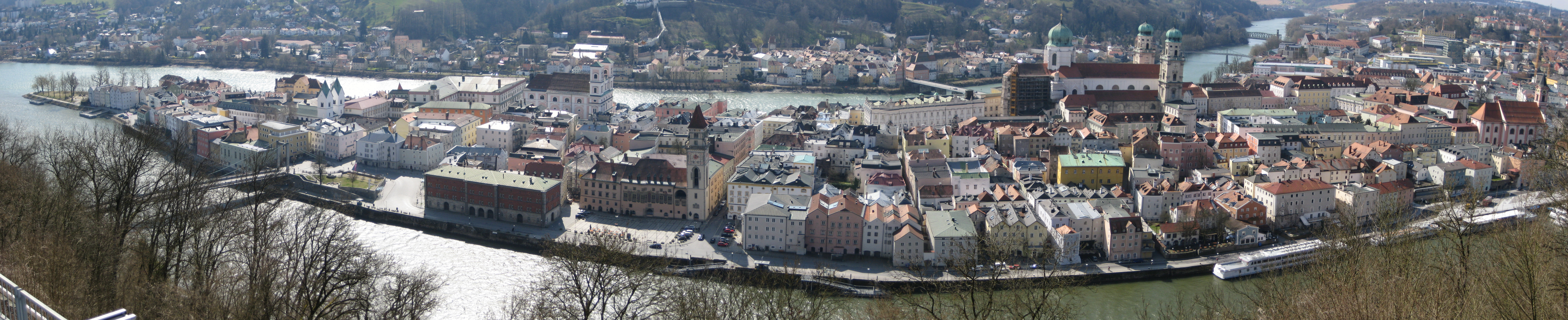
Пассау

- Собор Святого Стефана (нім. Stefanskirche). У соборі знаходиться найбільший у світі соборний орган (церковні твори виконуються на ньому щодня під час молебню, а також щочетверга для всіх охочих — з травня по жовтень).
- Стара резиденція (нім. Alte Residenz)
- Нова Резиденція (нім. Neue Residenz)
- Стара Ратуша (нім. Altes Rathaus)
- Верхній Замок (нім. Veste Oberhaus)
- Нижній Замок (нім. Veste Niederhaus)
- Монастир Нідернбург (нім. Kloster Niedernburg) — усипальниця королеви Угорщини Гізели.
- Монастир Маріахільф (нім. Kloster Mariahilf)
- Університет Пассау (нім. Universität Passau)

## Сусідні міста
- Лінц (Верхня Австрія)
- Фільсгофен-ан-дер-Донау (Нижня Баварія)
- Ландсгут столиця Нижньої Баварії
- Мюнхен столиця Баварії